# Squadra Omega
Gli Squadra Omega è un collettivo musicale di psichedelia occulta italiana nato a Venezia nel 2007.

## Storia
La band nasce nel 2008 conformandosi fin dai suoi esordi, "più che un supergruppo, siamo di fronte a una squadra, senza allenatore, con la regia affidata a un metodo – free form – che procede per sintonia tra i componenti". Andrea Giotto, che in precedenza suonava nel gruppo hardcore punk With Love ne rappresenta uno degli elementi fissi fin dai primi album, ma attorno al collettivo girano membri dei Mojomatics, Movie Star Junkies, Apoteosi del Mistero e Be Maledetto Now.
Già nel 2008 pubblicarono i primi lavori in free-download: se in Rennes Le Chateau appare già chiaro il sound che caratterizzava questo primo periodo, mescolando chitarre da cosmic rock, intermezzi di improvvisazione libera dal sapore free jazz e rock psichedelico, in Tenebroso, poi ristampati in 12", le sonorità protendono sempre più verso un jazz ipnotico in cui non mancano gli strumenti a fiato. Dopo L'EP Live at Outside Inside pubblicato dalla Xhol Recording su 12" Single Side, esce il loro primo omonimo album ispirato ad Ermete Trismegisto, muovendosi tra "atmosfere doom, free-jazz deviato e musica per film". Il tour che seguì li vide anche partecipare al Curtarock di Padova. L'EP Le nozze chimiche uscì invece su 10" nella Aluminium Series dell'etichetta discografica Macina Dischi e vedeva una tiratura limitata a 500 copie com copertina in alluminio anodizzato e grafiche punzonate a mano.
Nei quattro anni successivi la band terrà centinaia di concerti in Italia ed all'estero, senza però pubblicare nuovi album. Tra questi è da menzionare la prima edizione del Thalassa Festival nel 2013 presso il piccolo club romano Dal Verme, che delineò definitivamente quella scena musicale chiamata Psichedelia occulta italiana.
Nel 2015 la Squadra Omega pubblicò il tre volumi della trilogia hegeliana composta da Il serpente nel cielo (Holidays Records), dalla colonna sonora Lost Coast (a M.A. Littler Film) (Boring Machines) e da Altri occhi ci guardano (Macina Dischi/Sound of cobra).

## Formazione
- Andrea Giotto
- Emanuele Baratto
- Marco Giotto
- Matteo Bordin

## Discografia

### Album in studio
- 2010 – Squadra Omega
- 2015 – Altri occhi ci guardano
- 2015 – Lost Coast (a M.A. Littler Film)
- 2017 – Materia Oscura
- 2017 – Nervoso
- 2019 – Antiterra
- 2021 – Omega Mai (in collaborazione con Mai Mai Mai)

### Singoli ed EP
- 2008 – Rennes Le Chateau
- 2008 – Tenebroso
- 2010 – Live At Outside Inside
- 2011 – Le Nozze Chimiche
- 2018 – Archivio Acustico Vol.1

### Raccolte
- 2011 – Occulto Compilation #1